# Nicolai Vollquartz
Nicolai Vollquartz (Viborg, 1965. február 7. –) dán nemzetközi labdarúgó-játékvezető.

## Pályafutása

### Nemzetközi játékvezetés
A Dán labdarúgó-szövetség Játékvezető Bizottsága (JB) terjesztette fel nemzetközi játékvezetőnek, a Nemzetközi Labdarúgó-szövetség (FIFA) 1999-től tartotta nyilván bírói keretében. Több nemzetek közötti válogatott és klubmérkőzést vezetett. FIFA JB besorolás szerint második kategóriás bíró. A dán nemzetközi játékvezetők rangsorában, a világbajnokság-Európa-bajnokság sorrendjében többedmagával a 4. helyet foglalja el 8 találkozó szolgálatával. Az aktív nemzetközi játékvezetéstől 2010-ben a FIFA 45 éves korhatárát elérve búcsúzott. Válogatott mérkőzéseinek száma: 16.

#### Világbajnokság
A világbajnoki döntőhöz vezető úton Dél-Koreába és Japánba a XVII., a 2002-es labdarúgó-világbajnokságra, Németországba a XVIII., a 2006-os labdarúgó-világbajnokságra, valamint Dél-Afrikába a XIX., a 2010-es labdarúgó-világbajnokságra a FIFA JB bíróként alkalmazta.

##### 2002-es labdarúgó-világbajnokság
| Időpont         | Helyszín                     | Mérkőzés típusa           | Mérkőzés               | Eredmény | Nézők száma |
| --------------- | ---------------------------- | ------------------------- | ---------------------- | -------- | ----------- |
| 2001. június 6. | Tofik Bahramov Stadion, Baku | előselejtező (4. csoport) | Azerbajdzsán–Szlovákia | 2 : 0    | 20 000      |

##### 2006-os labdarúgó-világbajnokság
| Időpont           | Helyszín                        | Mérkőzés típusa           | Mérkőzés                   | Eredmény | Nézők száma |
| ----------------- | ------------------------------- | ------------------------- | -------------------------- | -------- | ----------- |
| 2005. március 26. | Wojska Polskiego Stadion, Varsó | előselejtező (6. csoport) | Lengyelország–Azerbajdzsán | 8 : 0    | 8 112       |

##### 2010-es labdarúgó-világbajnokság
| Időpont           | Helyszín                  | Mérkőzés típusa           | Mérkőzés           | Eredmény | Nézők száma |
| ----------------- | ------------------------- | ------------------------- | ------------------ | -------- | ----------- |
| 2009. október 14. | A.Le Coq Stadion, Tallinn | előselejtező (5. csoport) | Észtország–Belgium | 2 : 0    | 4 680       |

#### Európa-bajnokság
Három európai-labdarúgó torna döntőjéhez vezető úton Portugáliába a XII., a 2004-es labdarúgó-Európa-bajnokságra, Ausztriába és Svájcba a XIII., a 2008-as labdarúgó-Európa-bajnokságra illetve Ukrajnába és Lengyelországba a XIV., a 2012-es labdarúgó-Európa-bajnokságra az UEFA JB játékvezetőként foglalkoztatta.

##### 2004-es labdarúgó-Európa-bajnokság
| Időpont             | Helyszín                          | Mérkőzés típusa            | Mérkőzés       | Eredmény | Nézők száma |
| ------------------- | --------------------------------- | -------------------------- | -------------- | -------- | ----------- |
| 2003. szeptember 6. | Boris Paichadze Stadion, Tbiliszi | előselejtező (10. csoport) | Grúzia–Albánia | 3 : 0    | 18 000      |

##### 2008-as labdarúgó-Európa-bajnokság
| Időpont           | Helyszín                               | Mérkőzés típusa           | Mérkőzés            | Eredmény | Nézők száma |
| ----------------- | -------------------------------------- | ------------------------- | ------------------- | -------- | ----------- |
| 2006. október 11. | Commerzbank Stadion, Frankfurt am Main | előselejtező (C. csoport) | Törökország–Moldova | 5 : 0    |             |
| 2007. március 24. | Hampden Park Stadion, Glasgow          | előselejtező (B. csoport) | Skócia–Grúzia       | 2 : 1    | 50 900      |
| 2007. október 13. | Wembley Stadion, London                | előselejtező (E. csoport) | Anglia–Észtország   | 3 : 0    | 86 700      |

##### 2012-es labdarúgó-Európa-bajnokság
| Időpont          | Helyszín                   | Mérkőzés típusa           | Mérkőzés              | Eredmény | Nézők száma |
| ---------------- | -------------------------- | ------------------------- | --------------------- | -------- | ----------- |
| 2010. október 8. | Ernst Happel Stadion, Bécs | előselejtező (A. csoport) | Ausztria–Azerbajdzsán | 3 : 0    | 26 500      |

#### Északi Kupa
| Időpont          | Helyszín                 | Mérkőzés típusa | Mérkőzés        | Eredmény |
| ---------------- | ------------------------ | --------------- | --------------- | -------- |
| 2000. január 31. | Városi Stadion, La Manga | csoportmérkőzés | Norvégia–Izland | 0 : 0    |